# 北海道道766号和訓辺渚滑停車場線

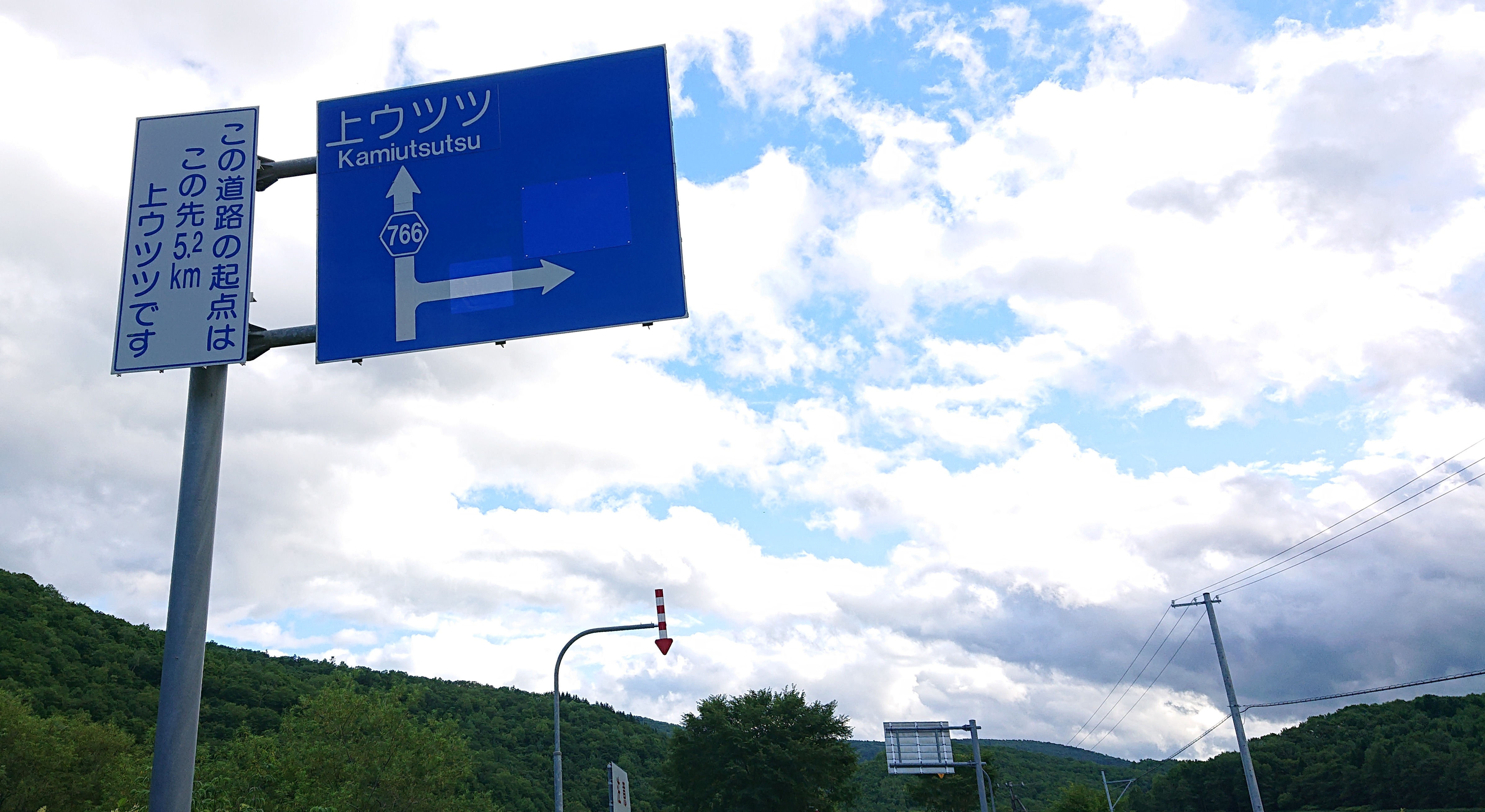
北海道道766号和訓別渚滑停車場線

北海道道766号和訓辺渚滑停車場線（ほっかいどうどう766ごう わくんべしょこつていしゃじょうせん）は、北海道紋別市内を結ぶ一般道道（北海道道）である。

## 概要

### 路線データ
- 起点：北海道紋別市渚滑町宇津々
- 終点：北海道紋別市渚滑町4丁目（旧JR北海道 名寄本線 渚滑駅跡）
- 路線延長：14.1 km

## 歴史
- 1972年（昭和47年）3月31日 - 路線認定[1]。

## 路線状況

### 重複区間
- 紋別市渚滑町元西 - 紋別市渚滑町7丁目（国道273号）
- 紋別市渚滑町7丁目 - 紋別市渚滑町4丁目（北海道道305号紋別丸瀬布線）

### 冬期通行止区間
- 起点 - 1.8 km（12月下旬 - 4月下旬）

## 地理

### 通過する自治体
- オホーツク総合振興局
  - 紋別市

### 交差する道路
紋別市
- 北海道道1055号紋別興部線 - 宇津々
- 国道273号 - 渚滑町元西、渚滑町7丁目（重複）
- 国道238号 - 渚滑町7丁目
- 北海道道305号紋別丸瀬布線 - 渚滑町7丁目、渚滑町4丁目（重複）

### 沿線にある施設など
紋別市
- 北見信用金庫渚滑出張所 - 渚滑町6丁目9
- 紋別警察署渚滑駐在所 - 渚滑町4丁目104